# Gishu Mindaye
Gishu Mindaye (* 18. August 1986) ist eine äthiopische Marathonläuferin.
2004 wurde sie Dritte beim Köln-Marathon und 2005 Sechste beim Frankfurt-Marathon. 2006 gewann sie den Rotterdam-Marathon und wurde Zweite beim Rotterdam-Halbmarathon sowie Siebte beim Amsterdam-Marathon.
2008 folgten ein achter Platz beim Paris-Marathon und ein sechster in Amsterdam.

## Persönliche Bestzeiten
- Halbmarathon: 1:12:21 h, 25. März 2007, Venlo
- Marathon: 2:28:30 h, 9. April 2006, Rotterdam